# حميد ماو
حميد ماو (مواليد 5 نوفمبر 1992) هو لاعب كرة قدم تنزاني يلعب في مركز خط الوسط في نادي غزل المحلة.

## روابط خارجية
- حميد ماو على موقع قاعدة بيانات كرة القدم.إي يو (الإنجليزية)
- حميد ماو على موقع ناشيونال فوتبول تيمز (الإنجليزية)
- حميد ماو على موقع Soccerway.com (الإنجليزية)